# روزجهانی بیهوشی

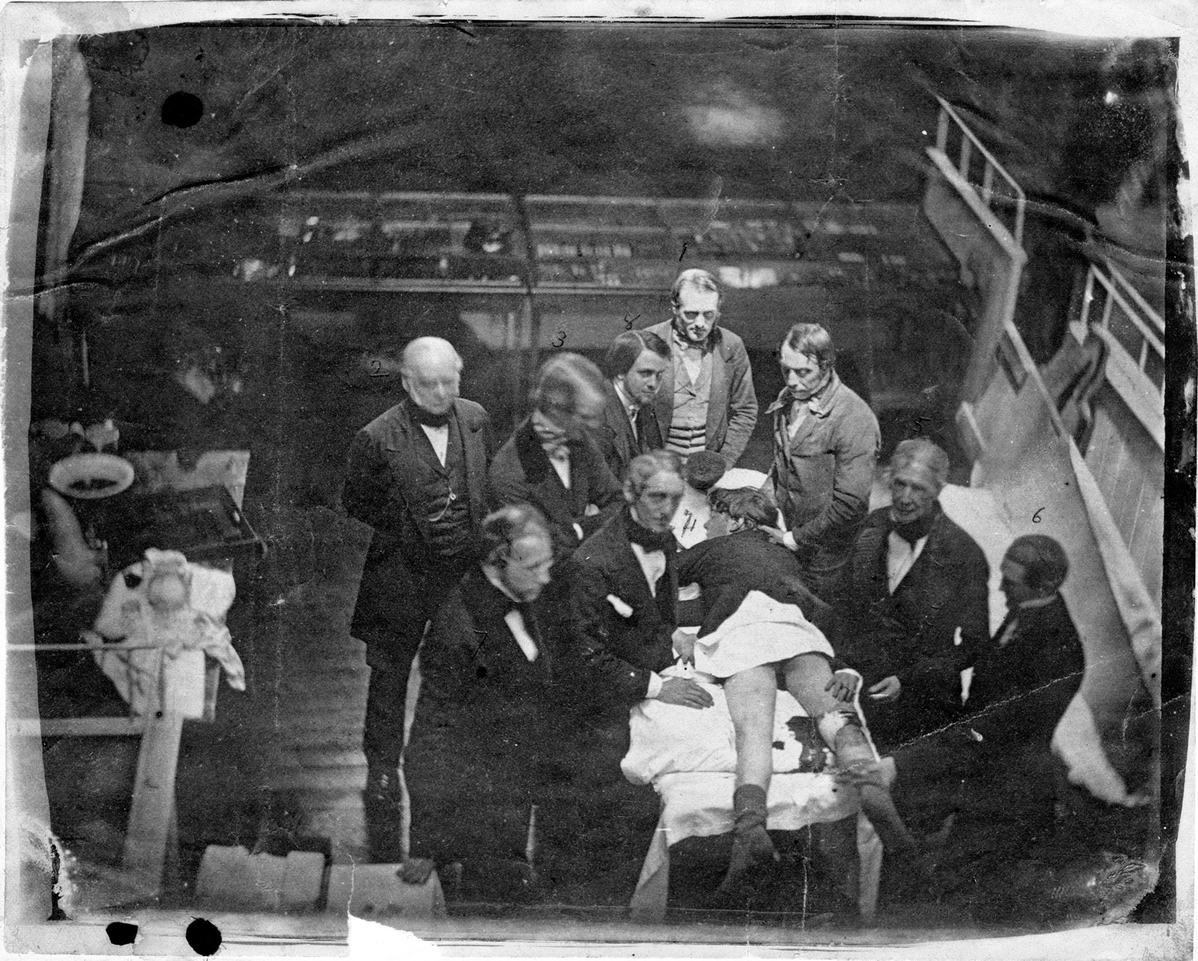
این تصویر سومین نما از سه نمای جراحی ثبت‌شده روی میزهای بیگلو برای "بیماری نازک نی" است - که در سوم ژوئیه ۱۸۴۶ تحت پیگرد قانونی قرار گرفت. وارن، یک ملوان ۱۹ ساله پرتغالی به نام فرانسیس مانوئل، مسئولیت جراحی را بر عهده گرفت.

روزجهانی بیهوشی برابر با ۱۶ اکتبر ۱۸۴۶ روزی است که اولین بار ویلیام مورتون از اتر برای بیهوشی در جراحی خارج کردن توده گردن از گیلبرت ابوت توسط جان وارن رئیس انجمن جراحان آمریکا استفاده کرد . این اتفاق یکی از مهمترین رویدادهای مهم تاریخ پزشکی بود که در بیمارستان عمومی ماساچوست وابسته به دانشکده پزشکی دانشگاه هاروارد به وقوع پیوست. این کشف باعث شد تا بیمار بتواند از مزایای جراحی بدون درد استفاده ببرد. در حال حاضر این روز به عنوان روزجهانی بیهوشی در سراسر جهان به رسمیت شناحته شده‌است.